# 駒鳴駅
駒鳴駅（こまなきえき）は、佐賀県伊万里市大川町駒鳴にある、九州旅客鉄道（JR九州）筑肥線の駅である。

## 歴史
- 1935年（昭和10年）3月1日：北九州鉄道により駒鳴停留場として開設[2]。
- 1937年（昭和12年）10月1日：国有化[2]。鉄道省の駒鳴駅となる[2]。
- 1942年（昭和17年）4月1日：一般駅化[2]。
- 1961年（昭和36年）12月1日：貨物取扱廃止[2]。
- 1970年（昭和45年）10月1日：荷物扱い廃止[3]。無人駅となる[4]。
- 1987年（昭和62年）4月1日：国鉄分割民営化に伴い、JR九州に移管[2]。
- 2009年（平成21年）2月：構内踏切警報機が更新される。

## 駅構造
単式ホーム1面1線を有する地上駅。無人駅である。木造駅舎解体後はログハウス風の小さい駅舎が設置されたが、その数日後に台風で大破し、土台だけが残っている。駐輪場を併設している。

## 利用状況
2011年度の1日平均乗車人員は13人である。
| 年度   | 1日平均 乗車人員 |
| ------ | ---------------- |
| 2000年 | 28               |
| 2001年 | 22               |
| 2002年 | 24               |
| 2003年 | 26               |
| 2004年 | 26               |
| 2005年 | 24               |
| 2006年 | 21               |
| 2007年 | 17               |
| 2008年 | 11               |
| 2009年 | 11               |
| 2010年 | 15               |
| 2011年 | 13               |

## 駅周辺
山あいにある。住宅は少ない。
- 佐賀県道237号駒鳴停車場線
- 駒鳴峠

## その他
- 映画『僕達急行 A列車で行こう』（2012年3月24日公開、監督：森田芳光）のロケ地となり[1]、JTB時刻表2012年4月号の表紙に、駅のホームとキハ125系車両が主役の松山ケンイチ、瑛太とともに登場した。
- NHK-BSプレミアムで2018年5月9日に放送された『にっぽん縦断 こころ旅』で、「2018春の旅」の佐賀県2ヶ所目の目的地として、当駅が取上げられた。当駅を「こころの風景」として当該番組に手紙を寄せて来た人物は、18歳の頃まで当駅から1km程度のところにて両親と暮らしていたと言う[6]。

## 隣の駅
九州旅客鉄道（JR九州）
■筑肥線
佐里駅 - 駒鳴駅 - 大川野駅